# Com sona l'ESO
Com sona l'ESO és un esdeveniment artístic musical anual que dura uns tres dies que pretén visibilitzar la tasca de l'educació musical als instituts de secundària catalans, balears i valencians. Va aparèixer el 2000 de mà d'alguns professors de música valencians que exercien la seua tasca docent al País Valencià, Catalunya i les Illes Balears. Aquest entusiasme els va espentar a unir les propostes que treballaven en l'aula per a donar a conèixer tot el que es podia aconseguir amb alumnes de qualsevol condició social, cultura i nivell acadèmic amb el comú denominador d'una matèria: la música.
Com Sona l'Eso és un projecte nascut l'any 1997 quan un grup de cinc amics de Castelló de la Ribera, que treballaven com a professors de l'assignatura de música a instituts de les Terres de l'Ebre, organitzaren el primer certamen a L'IES Mare de Déu de la Candelera de l'Ametlla de Mar (Baix Ebre). El la primera edició va participar, entre d'altres, l'institut de Santa Bàrbara (Montsià), lloc on residien els professors que iniciaren el projecte amb gran entusiasme. De mica en mica, alguns altres professors i professores de música valencians que exercien la seua tasca docent al País Valencià, Catalunya i les Illes Balears, van unir les propostes que treballaven en l'aula per a donar a conéixer tot el que es podia aconseguir amb alumnes de qualsevol condició social, cultural i de nivell acadèmic amb el comú denominador d'una matèria com és la música, a la qual se li dona moltes vegades poca importància.
Segons els organitzadors, "CSE té la finalitat de treure fora de les quatre parets de l'aula tot el treball diari efectuat per professorat i alumnat i oferir l'alumnat l'oportunitatd'experimentar en primera persona el plaer que representa fer música en directe damunt d'un escenari".
Anualment se celebra una trobada d'alumnes i professors de música d'instituts de secundària públics que durant quatre dies conviuen per dur a terme diferents reptes musicals. Un dels esdeveniments més rellevants d'aquestes trobades és un gran concert conjunt, en el que hi participen quasi de 1500 alumnes entre 12 i 17 anys.

## Trobades celebrades
| Edició | Any  | Localització                         | Nom de l'obra                            |
| ------ | ---- | ------------------------------------ | ---------------------------------------- |
| 1.ª    | 2000 | Ontinyent                            | I trobada de música a l'ESO              |
| 2.ª    | 2001 | Vandellòs i l'Hospitalet de l'Infant | II Trobada de música                     |
| 3.ª    | 2002 | Torrent                              | CSE als pobles de la mediterrània        |
| 4.ª    | 2003 | Gandesa                              | 4.ª Trobada de música a l'ESO            |
| 5.ª    | 2004 | Aielo de Malferit                    | 5.ª Trobada de música a l'ESO            |
| 6.ª    | 2005 | Mallorca                             | Un viatge a l'ànima del so               |
| 7.ª    | 2006 | Benicàssim                           | CSE i Obrint Pas                         |
| 8.ª    | 2007 | Barcelona                            | CSE i la música catalana, amb Obrint Pas |
| 9.ª    | 2008 | Carcaixent                           | CSE amb Feliu Ventura                    |
| 10ª    | 2009 | Dènia                                | CSE amb Nach i La Gossa Sorda            |
| 11.ª   | 2010 | L'Ametlla de Mar                     | Dona creadora                            |
| 12.ª   | 2011 | Morella                              | Jazzpower                                |
| 13.ª   | 2012 | Sant Carles de la Ràpita             | CSE, el musical                          |
| 14.ª   | 2013 | Cocentaina                           | Mariola i el foc                         |
| 15.ª   | 2014 | Torroella de Montgrí                 | Qualsevol nit pot sortir el sol          |
| 16.ª   | 2015 | Xàbia                                | Yesterday?                               |
| 17.ª   | 2016 | València                             | M1S1M                                    |
| 18.ª   | 2017 | Altea                                | Frankestein a la platja                  |
| 19.ª   | 2018 | Amposta                              | Max Planck vs Medusa Vol IV              |
| 20.ª   | 2019 | Castalla                             | Seients Buits                            |
| 21.ª   | 2023 | Altea                                | La Persona Més Feliç Del Món             |
| 22.ª   | 2024 | Altea                                | Comediant                                |